# Zatrephes carmesina
Zatrephes carmesina är en fjärilsart som beskrevs av Rothschild 1909. Zatrephes carmesina ingår i släktet Zatrephes och familjen björnspinnare. Inga underarter finns listade i Catalogue of Life.